# Veronica Omroep Organisatie
De Veronica Omroep Organisatie (VOO) was een Nederlandse omroeporganisatie die tussen 28 december 1975 en 31 augustus 1995 radio- en televisie-uitzendingen uitzond voor het Nederlands publiek omroepbestel.
Publiekelijk was de Veronica Omroep Organisatie kortweg bekend als Veronica. Deze naam werd echter ook voor en na de periode bij de publieke omroep nog voor enkele radio- en televisiezenders gebruikt; zie hiervoor Veronica (media).

## Historie
De Veronica Omroep Organisatie kwam voort uit de zeezender Radio Veronica. De legaliteit van Radio Veronica, die vanaf de Noordzee opereerde, was altijd onderwerp van discussie. De zendpiraat wist te ontsnappen aan overheidsingrijpen door het schip buiten de Nederlandse territoriale wateren te verankeren. In 1974 ratificeert Nederland het verdrag van Straatsburg uit 1965, waardoor medewerking aan radio-uitzendingen vanuit internationale wateren verboden wordt. Op 31 augustus 1974 moesten de activiteiten van Radio Veronica en andere zeezenders worden gestaakt. Alleen Radio Mi Amigo en Radio Caroline vanaf zendschip M.V. Mi Amigo zouden de antipiratenwet negeren.

## Oprichting
Door het (aankomende) verbod op de zeezenders werd in 1973 door de initiatiefnemers van Radio Veronica de Veronica Omroep Organisatie opgericht. Er werd een lastige strijd gevoerd om een officiële zendvergunning binnen het publieke bestel te verkrijgen. Minister Van Doorn betoogde aanvankelijk succesvol dat de omroep geen aanvulling op het bestaande aanbod vormde. In september 1975 kreeg de omroep als aspirant toch drie uur radio en één uur televisie per week (later door Rob Out opgespaard tot één keer in de drie weken Veronica op tv). Dit was dankzij tussenkomst van de Raad van State, die een beslissing van Van Doorn verbrak.
- Vrijdagavond om 19 uur een uur zendtijd op Hilversum 3, Veronica's Actuele Pop Informatie Show met Lex Harding vanaf 2 januari 1976, waarin vanaf 28 mei 1976 een overzicht van de Nederlandse Top 40 en Tipparade gegeven werd, toen de TROS vond dat de komende C-status (die in oktober 1976 zou ingaan) perspectief op voldoende zendtijd gaf.
- Maandagavond 23 uur een uur zendtijd op Hilversum I: de 3600 seconden Veronica, gepresenteerd door Tom Collins.
- Zondagochtend 08-09 uur, Muziek voor Miljoenen met Hans Mondt. Ironisch genoeg was het de VOO die met hun enige uurtje zendtijd op die zender het klassieke Hilversum 4 op 28 december 1975 mocht openen. Die eerste aflevering werd door André van Duin onder het pseudoniem Simon Somber gepresenteerd, na een toespraak van Rob Out. Dit openingsuur van Hilversum 4 was de eerste uitzending als publieke omroep.

## Bloei-jaren binnen het publiekeomroepbestel

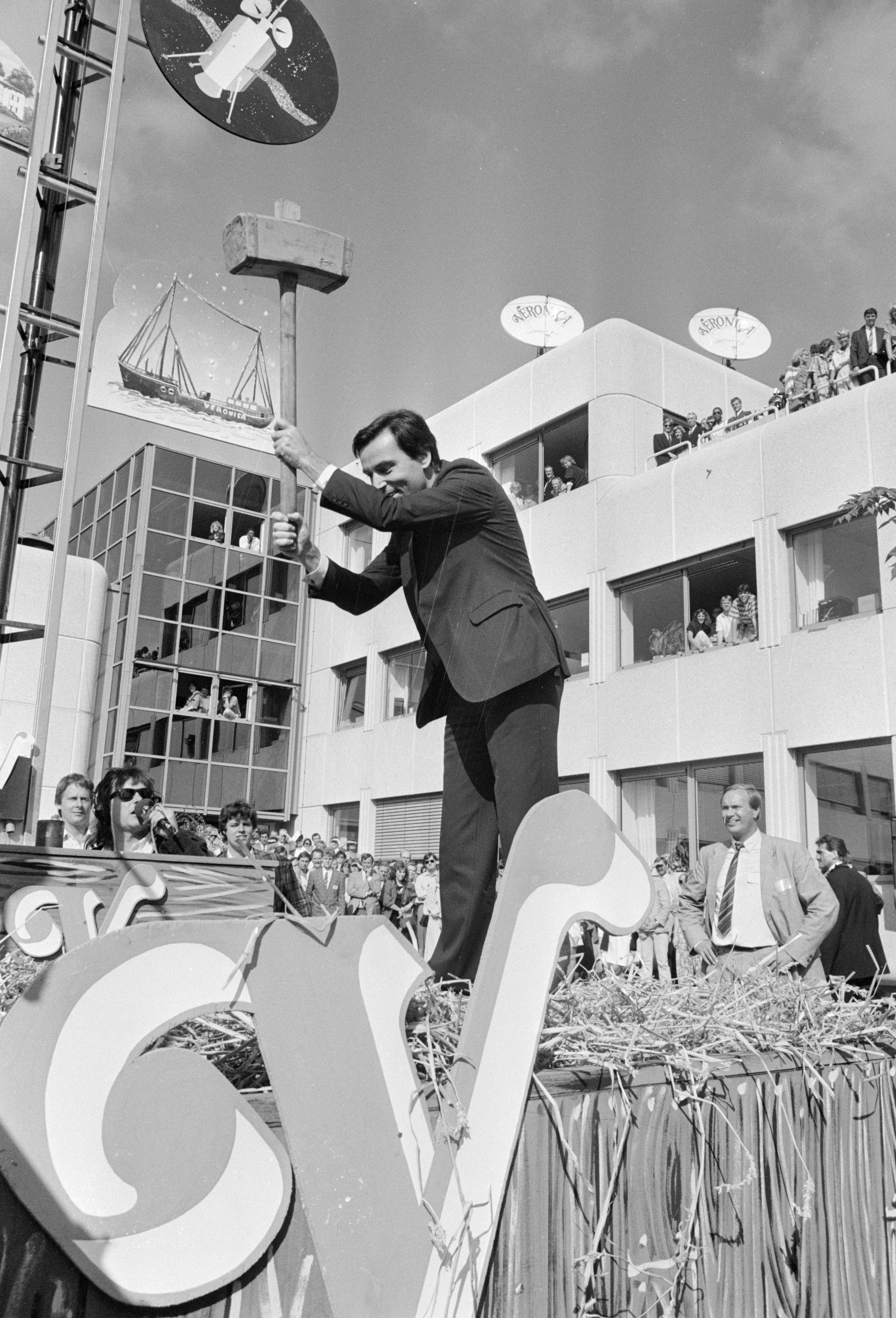
Minister Brinkman slaat op de kop van jut tijdens de opening van de nieuwbouw voor omroep Veronica in Hilversum (1987)

De aanvraag voor de C-status ging door dankzij een positieve uitspraak van de Raad van State. Hierna kwam er steeds meer radio- en tv-zendtijd voor de omroep. In 1976 gaf de Veronica Omroep Organisatie de tv-gids Veronica Magazine uit, waarin alle radio- en televisieprogramma's stonden. Dit blad bestond toen al vijf jaar, maar vanaf 1976 werd het een omroepgids met het spoorboekje voor radio en tv. Veronica Televisie startte op 21 april 1976. Veronica groeide uit tot een grote omroep die een hoge populariteit onder jongeren bezat.
In de jaren 80 groeide Veronica hard door en bereikte van C-status, via de B-status (Veronica was na de TROS de tweede omroep die een B-Status kreeg) uiteindelijk de (dubbele) A-status. In 1987 bleek de VOO samen met de TROS de omroeporganisatie met de meeste leden: 877.000. Daarmee passeerde het de AVRO. In de zomer van 1992 zou de VOO uitgroeien tot de grootste omroep van Nederland met 1.250.000 leden.
Het tijdschrift van de omroep verscheen in een oplage van meer dan 1 miljoen exemplaren. Veronica kwam met vernieuwende programma's als Club Veronica, dat veel jong talent voortbracht, en schokte Nederland door voor het eerst erotiek op tv te brengen; eerst met Emmanuelle en later met De PinUp Club van programmamaker Jef Rademakers. Veronica was vanaf 6 april 1979 tot en met 26 augustus 1995 met dj's als Bart van Leeuwen, Erik de Zwart, Edwin Diergaarde, Rob Stenders, Gijs Staverman, Peter Holland, Edwin Evers, Peter Teekamp, Lex Harding, Alfred Lagarde, Jeroen van Inkel en Adam Curry ook erg populair op Hilversum 3 en vanaf de start van de befaamde Volle vrijdag op 6 december 1985 op vanaf dan Radio 3. Door de invoering van de horizontale programmering op het vernieuwde Radio 3 per 5 oktober 1992, verhuisde de vaste uitzenddag per 10 oktober 1992 naar de zaterdag. Dit zou zo blijven tot 26 augustus 1995. Per vrijdag 1 september 1995 zou Veronica het publiekeomroepbestel verlaten voor een commercieel avontuur.

## Einde van het publiekeomroeptijdperk
Eind jaren 1980 was TROS betrokken bij een mislukte eerste poging voor commerciële televisie in samenwerking met twee ander omroepen en vier uitgeversorganisaties onder de naam ATV/EPTV. Veronica werkte in 1989 samen met Radio Téle Véronique waaruit in oktober van dat jaar de commerciële zender RTL-Véronique ontstond.
Op 26 augustus 1995 was er de laatste Veronica op zaterdag op Radio 3FM. Per vrijdag 1 september 1995 verliet de Veronica Omroep Organisatie het publiekeomroepbestel en startte een commerciële omroep. De hitlijst Mega Top 50 die Veronica in samenwerking met de TROS vanaf zaterdag 1 januari 1994 uitzond, bleef bij de publieke omroep en Radio 3FM en werd door de TROS overgenomen. Er kwam een eigen commerciële tv-zender: Veronica TV en naast Radio Veronica (vanaf dan Hitradio Veronica) verschenen de zenders Veronica Nieuwsradio en Kink FM. De organisatie is als de Vereniging Veronica deel gaan uitmaken van de joint venture Holland Media Groep (tegenwoordig RTL Nederland).

## Van de buis
In 2001 trad de Vereniging, voornamelijk ingegeven door persoonlijke onenigheden, uit HMG. Het lukte in de daaropvolgende jaren niet om een zelfstandige tv-speler te worden en de Vereniging belandde aan de rand van de afgrond. In 2003 nam ze een aandeel in SBS, gelijktijdig de tijdschrifttak aan SBS verkopend. De merknaam Veronica werd in licentie gegeven aan een tv-kanaal van SBS (voorheen V8) en de merknaam Radio Veronica aan de oldieszender van Sky Radio (voorheen Radio 103 De Gouwe Ouwe Zender). In 2005 verkocht de vereniging haar aandelen SBS en was dan voor het eerst sinds 1976 geen tv-bedrijf meer. De Vereniging Veronica concentreert zich voortaan op het vastleggen van haar rijke omroephistorie en op het stimuleren van de Nederlandse radio middels de alternatieve kabelzender Kink FM, het opleidingstraject Veronica Radioschool en het opleidingstraject Veronica Filmschool.
In oktober 2007 verscheen het lijvige boek Herinnert u zich deze nog?, met meer dan duizend unieke illustraties. Dit boek gaat over de publieke omroep Veronica na de zeezendertijd vanaf 1 januari 1976 t/m 31 augustus 1995.

## Tijdlijn
| 19-07-1973 | Veronica heeft definitief besloten een zendmachtiging aan te vragen als C-omroep. Rob Out is benoemd tot algemeen directeur en Mr. Bordewijk tot voorzitter van de VOS (Veronica Omroep Stichting). De officiële aanvraag wordt in augustus ingediend. De naam is nu: “Veronica Omroep Organisatie”. |
| 20-08-1973 | Minister van Doorn van CRM deelt mee dat er nu ook 's nachts zal worden uitgezonden op Hilversum 3. Daarmee wordt 15 oktober gestart. |
| 13-11-1973 | Zware storm bemoeilijkt de bevoorrading. Eerste 'flightshow' bij Veronica, een soort drive-inshow vanuit een vliegtuig. |
| 05-12-1973 | Minister Van Doorn adviseert negatief op de aanvraag van Veronica. |
| 19-12-1973 | Het bestuur van de NOS verklaart dat het onmogelijk is Veronica binnen het omroepbestel in te passen. In de Kamer wordt er wéér over de anti-piratenwet gedebatteerd. |
| 22-01-1974 | 12 stemmen tegen en 49 vóór de anti-piratenwet. De Eerste Kamer neemt de wetten 11373 en 11374 aan. Veronica wordt echter niet eerder ‘aangepakt’ voordat er besloten is over de zendmachtiging van Veronica. Rob Out is teleurgesteld en merkt op "Een condoleance is wel op zijn plaats". |
| 12-02-1974 | Minister Van Doorn laat het Veronica-bestuur weten dat ze niet toegelaten worden tot de ether als zendgemachtigde. De tweede aanvraag van Veronica om te worden erkend als C-omroep blijft van kracht (onder de naam Veronica Omroep Organisatie). |
| 09-05-1974 | Minister Van Doorn kondigt aan dat na 1 juli zal worden opgetreden tegen de zeezenders. Hij hoopt voor die datum de beslissing te hebben genomen over de aanvraag van Veronica voor de C-status. Op dat moment loopt bij Veronica een onderzoek naar het aantal leden. |
| 19-07-1974 | Minister Van Doorn beslist dat Veronica geen zendtijd krijgt als C-omroep, omdat blijkt dat 86 procent van de leden niet staan ingeschreven bij de dienst Omroepbijdragen en dus niet mee kunnen tellen als wettelijk lid. Rob Out laat weten ‘zo lang mogelijk‘ door te gaan. |
| 23-07-1974 | Veronica overweegt opnieuw een zendvergunning aan te vragen, nu als aspirant omroep. Daar hebben ze wel genoeg leden voor, namelijk 40.000. Veronica gaat bij de Kroon in beroep tegen de beslissing van de minister, omdat hij een heleboel argumenten heeft waar Veronica het niet mee eens is, aldus Rob Out. |
| 12-08-1974 | Het koninklijk besluit waarin de wijziging van de Telegraaf- en Telefoonwet wordt bekrachtigd wordt ondertekend. Dit betekent dat uitzendingen vanaf zee strafbaar worden. Er wordt bekendgemaakt dat de zeezenders na 31 augustus moeten zwijgen. |
| 31-08-1974 | De laatste uitzenddag van Veronica als zeezender. Alle programma's zijn vandaag voor het laatst te horen. Als laatste reclamespot wordt die van Caballero uitgezonden, omdat Caballero een van de langste adverteerders is geweest. In de studio is een groot deel van de Veronica-medewerkers aanwezig. Na twee coupletten van het Wilhelmus haalt hoofdtechnicus José van Groningen even voor 18.00 uur het kristal uit de zender en aan 14 jaar radiogeschiedenis vanaf zee wordt een abrupt einde gemaakt. |
| 02-09-1975 | Vanaf 1 januari 1976 krijgt de Veronica Omroep Organisatie drie uur radio- en één uur televisiezendtijd per week. Dit heeft de Veronica te danken aan een advies van de Raad van State, nadat Veronica een beroep had ingediend tegen de beslissing van minister Van Doorn. "Veronica is aan land!" is de slagzin. |
| 01-01-1976 | Veronica begint met uitzendingen op radio en televisie als aspirant omroep. |
| 27-05-1976 | Veronica krijgt de tipplaat Alarmschijf en de hitlijsten Tipparade en de Nederlandse Top 40 terug van de TROS, die de tipplaat en de hitlijsten als A-omroep naar Hilversum 3 haalde en vanaf donderdag 3 oktober 1974 uitzond op Hilversum 3 met dj Ferry Maat. Veronica krijgt voorlopig vanaf 28 mei 1976 1 uur zendtijd op de vrijdagavond van 19.00 tot 20.00 uur op Hilversum 3. |
| 21-06-1976 | Eerste aanvraag C-status. |
| 15-12-1976 | Tweede aanvraag C-status. |
| 14-02-1977 | De aanvraag wordt afgewezen (Er zijn niet genoeg leden die echt meetellen). |
| 10-10-1977 | Afwijzing van de tweede aanvraag. Bij de steekproef bleek dat Veronica ook percentagegewijs niet genoeg leden had. |
| 21-11-1977 | Derde aanvraag C-status. Er loopt een onderzoek naar de commerciële bindingen van Veronica. |
| 25-12-1977 | Veronica zendt voor het eerst als publieke omroep de Top 100 Aller Tijden uit tussen 14.00 en 18.00 uur op Eerste kerstdag op Hilversum 3. |
| 15-09-1978 | De Raad van State beslist dat dit onderzoek niet belemmerend mag werken op de toewijzing van de C-status aan Veronica, omdat deze twee zaken niets met elkaar te maken hebben. |
| 13-10-1978 | Toewijzing van de zendtijd behorende bij de C-status. Per 15-11-1978 ook op de zondagmiddagen televisiezendtijd. Zendtijduitbreiding naar totaal 3 uur op Hilversum 3 per 1 april 1979. |
| 06-04-1979 | Allereerste uitzending Tipparade en Nederlandse Top 40 (3 uur lang tussen 15.00 en 18.00 uur) op de vrijdagmiddag op Hilversum 3. |
| 30-12-1980 | Eerste aanvraag B-status. |
| 06-02-1981 | De aanvraag wordt afgewezen. Aanvragen moeten in de maand april worden ingediend. |
| 01-04-1981 | Tweede aanvraag B-status. |
| 07-10-1981 | Veronica krijgt een brief van CRM‚ waarin staat dat ze het wenselijk vinden dat er voor 1 april 1982 een beslissing valt. |
| 01-10-1982 | Veronica krijgt zendtijd als B-omroep en hiermee ook zendtijd uitbreiding op de woensdag op Hilversum 1 en op de vrijdag op Hilversum 3. Op 1 december 1985 gaan de nieuwe zenderprofilering en uitzendschema's in en verandert tevens de naam van de vijf radiozenders van Hilversum in Radio, waarbij afstand wordt gedaan van de historische naam Hilversum. Zo wordt Hilversum 3 gewijzigd in Radio 3. |
| 08-10-1982 | Eerste uitzending van de Nederlandse Top 40 (15:00 - 18:00) van 3 uur lang op Hilversum 3, waarin de volledige hitlijst kan worden gedraaid. |
| 30-12-1983 | Veronica vraagt de A-status aan bij WVC. |
| 25-01-1984 | WVC weigert de aanvraag in behandeling te nemen met als argument dat de aanvragen in de maand april moeten worden ingediend. |
| 06-02-1984 | Veronica gaat in beroep tegen de beslissing van WVC. |
| 01-04-1984 | Veronica vraagt voor de tweede keer de A-status aan. |
| 13-04-1984 | De duizendste Top 40-jubileumuitzending op Hilversum 3 tussen 13.00 en 18.00 uur met onder anderen Lex Harding, Joost den Draaijer, Bart van Leeuwen, Erik de Zwart en TROS-dj Ferry Maat. |
| 12-10-1984 | Allereerste Curry & Van Inkel op de vrijdagavond tussen 19.00 en 22.00 uur op Hilversum 3. Alarmschijf op deze dag: I'm Gonna Tear Your Playhouse Down van de Britse zanger Paul Young. |
| 28-12-1984 | Veronica zendt de Top 100 Aller Tijden editie 1984 II tussen 10.00 en 18.00 uur uit op Hilversum 3, waarbij Frits Spits door de NOS aan Veronica wordt uitgeleend en de eerste twee uur tussen 10.00 en 12.00 uur voor zijn rekening neemt. |
| 18-02-1985 | Veronica spant een kort geding aan tegen WVC bij de Haagse Rechtbank. Veronica en WVC zijn het oneens over de datum waarop de leden geteld moeten worden. Veronica wil dat de beslissing al in het schema van 1985 zou worden verwerkt. |
| 12-03-1985 | Uitspraak van het kort geding: Veronica krijgt gelijk wat betreft de peildatum, gezien het feit dat de minister eerder ook uitzonderingen heeft gemaakt. De minister hoeft echter niet al voor 1 oktober 1985 zijn beslissing in laten gaan. |
| 02-04-1985 | Veronica dient beroepsschriften in tegen de weigering van de minister om te beslissen op haar aanvragen. De minister had laten blijken niet voor 1 april 1985 te beslissen. |
| 02-04-1985 | Veronica dient de aanvraag in voor de A-status met ingang van 1 oktober 1986. |
| 23-04-1985 | Het beroep van 6 februari wordt behandeld. |
| 13-06-1985 | WVC maakt de uitslag van de ledentelling bekend en de minister belooft de bovengrens als uitgangspunt te nemen. |
| 08-07-1985 | De Omroepraad adviseert WVC negatief inzake de aanvraag van Veronica op 1 april 1984. |
| 11-07-1985 | Het beroep van Veronica wordt afgewezen (zaak van 23 april 1985). |
| 12-07-1985 | Veronica krijgt een brief van de minister, waarin hij de A-status afwijst. |
| 13-07-1985 | Veronica zendt in samenwerking met de TROS, NOS, NCRV en de VARA vanaf 14.03 tot 05.00 uur rechtstreeks op Hilversum 3 en op televisie (Nederland 1) het Live Aid concert uit vanuit Londen en Philadelphia. |
| 23-07-1985 | Veronica gaat in beroep tegen de beslissing van de minister van 12 juli 1985. |
| 30-08-1985 | De Raad van State beslist dat de minister zijn besluit moet vernietigen en binnen 14 dagen een nieuwe beslissing moet nemen. |
| 04-09-1985 | Veronica krijgt een telex van WVC waarin wordt besloten Veronica aan te merken als A-omroep. Wanneer zendtijduitbreiding ingaat wordt nog nader bekendgemaakt. |
| 09-09-1985 | De Raad van Beheer van de NOS krijgt een telex van WVC waarin staat dat de nieuwe schema's voor televisie ingaan per 30 september en voor radio per 1 december 1985. Veronica zal daarbinnen als A-omroep meedraaien. |
| 06-12-1985 | De allereerste uitzenddag van de befaamde Volle vrijdag op vanaf dan Radio 3. Alarmschijf op deze dag: Hit That Perfect Beat van de Britse groep Bronski Beat. |
| 01-07-1987 | Veronica behaalt de dubbele A-status en heeft 1,5 miljoen leden en is op dat moment, samen met de TROS, de grootste omroep van Nederland. |
| 22-05-1987 | Nieuwe programmering Veronica op Radio 3 met de allereerste "Ook Goeiemorgen" met Jeroen van Inkel tussen 7.00 en 9.00 uur, drie uur lang "Goud van Oud" met Peter Teekamp en de allereerste "Bart & de Zwart tussen 12.00 en 15.00 uur. Alarmschijf op deze dag: Hold Me Now van Johnny Logan. |
| 16-10-1987 | Allerlaatste uitzending Curry & Van Inkel op de vrijdagavond tussen 19.00 en 22.00 uur op Radio 3. Alarmschijf op deze dag: Faith van George Michael. |
| 30-10-1987 | Allereerste uitzending van opvolger Stenders & Van Inkel op de vrijdagavond tussen 19.00 en 22.00 uur op Radio 3. Alarmschijf op deze dag: A New Tomorrow van Piet Veerman. |
| 12-05-1989 | Allerlaatste Nederlandse Top 40 met Lex Harding als dj op Radio 3, live vanaf Bonaire en tevens laatste uitzending van "Bart & de Zwart". Alarmschijf op deze dag: Free van Stevie Wonder. |
| 22-05-1989 | Allereerste uitzending Nederlandse Top 40 met Erik de Zwart als dj op Radio 3. Alarmschijf op deze dag: My Brave Face van Paul McCartney. |
| 18-04-1990 | Jubileumdag naar aanleiding van 30 jaar Veronica op de radio. Veronica zendt van 7.00 uur 's morgens tot 17.00 uur 's middags een speciale woensdag jubileumuitzending uit op Radio 2, waarbij diverse live optredens zijn. Op televisie (Nederland 2) zendt Veronica de geschiedenis van Radio Veronica uit en zijn er ook feestelijke tv programma's. |
| 20-04-1990 | Speciale jubileumeditie van "Goud van Oud Live" op Radio 3 van 19.00 tot 00.00 uur, rechtstreeks vanuit de Ericahal in Apeldoorn met diverse live optredens. Gepresenteerd door Jeroen van Inkel, Alfred Lagarde, Kees Baars en Francis Dix. Alarmschijf op deze dag: Something Happened on the Way to Heaven van de Britse zanger Phil Collins. |
| 02-10-1992 | De allerlaatste Volle vrijdag op Radio 3. Allerlaatste Veronica Alarmschijf op deze dag: Highland van de Zweedse groep One More Time. |
| 05-10-1992 | Start van het horizontale Rinkeldekinkel met Jeroen van Inkel op het vernieuwde horizontaal geprogrammeerde Radio 3. Zes dagen per week tussen 17.00 en 18.00 uur. |
| 10-10-1992 | Start van de nieuwe uitzenddag zaterdag op Radio 3. Allereerste Radio 3 Alarmschijf als nieuwe wekelijkse tipplaat: Keep the Faith van Bon Jovi. |
| 31-10-1992 | Laatste uitzending van de Nederlandse Top 40 met Erik de Zwart als dj op Radio 3. Ook nemen Veronica Radio 3-dj's Wessel van Diepen, Michael Pilarczyk en Robert Jenssen afscheid, evenals Kees Schilperoort en Wil Luikinga. |
| 07-11-1992 | Nieuwe programmering Veronica op Radio 3 nadat Erik de Zwart met de helft van de Veronica Radio 3-dj's (Wessel van Diepen, Michael Pilarczyk, Robert Jenssen, Kees Schilperoort, Wil Luikinga) is overgestapt naar het net opgerichte Radio 538. |
| 23-01-1993 | Allerlaatste Radio 3 Alarmschijf: I'm Easy van Faith No More. |
| 31-01-1993 | Allereerste Radio 3 Megahit als de nieuwe wekelijkse tipplaat: Sax-a-go-go van Candy Dulfer. |
| 10-04-1993 | Veronica zendt in samenwerking met de TROS de Top 100 Aller Tijden uit tussen 9.00 en 18.00 uur op Radio 3. Veronica- en TROS Radio 3-dj's presenteren de lijst om en om. |
| 18-12-1993 | De allerlaatste uitzending van de Nederlandse Top 40 bij Veronica op Radio 3. Megahit deze week: I Got You Babe van Cher en Beavis and Butt-head. |
| 01-01-1994 | Veronica neemt de uitzending van de nieuwe publieke hitlijst Mega Top 50 over en start in samenwerking met de TROS het uitzenden op de zaterdagmiddag tussen 14.00 en 17.00 uur op vanaf dan Radio 3FM met als dj Gijs Staverman en als eindredacteur TROS-dj Daniël Dekker. |
| 02-04-1994 | Veronica zendt de 23e editie van de Top 100 Aller Tijden uit in haar zendtijd op de zaterdag tussen 9.00 en 18.00 uur op Radio 3FM. |
| 15-04-1995 | Veronica zendt voor de laatste keer als publieke omroep de 24e editie van de Top 100 Aller Tijden uit tussen 8.00 en 18.00 uur op Radio 3FM. |
| 26-08-1995 | De laatste Veronica-zaterdag op Radio 3FM. Megahit deze week: Salva Mea van Faithless. |
| 31-08-1995 | De laatste dag van Veronica in het publiekeomroepbestel met tussen 17.00 en 18.00 uur de allerlaatste Rinkeldekinkel op Radio 3FM. |
| 01-09-1995 | Veronica verlaat het publiekeomroepbestel en gaat samen met de HMG Groep verder als commerciële omroep met een eigen kabeltelevisiezender en radiozender Hitradio Veronica op AM 1224, AM 828 en overal in stereo op de kabel. |

## Omroepsters
Nadat Veronica commercieel was geworden, bleven de omroepsters nog op het scherm. Ook nadat de zender in Yorin was omgedoopt, werden tot maart 2003 nog omroepsters ingezet, waarmee deze tv-zender de laatste was die de omroepers afschafte.
- Vivian Boelen (1977-1980)
- Marijke Benkhard (1978-1990)
- Léonie Sazias (1980-1985)
- Renée Loeffen (1983-1992)
- Daphne Deckers (1984-1985)
- Caroline Tensen (1986-1989)
- Julia Samuël (1986-2003)
- Anita Witzier (1988-1994)
- Sophia de Boer (1989-1991)
- Désirée Latenstein (1990-1993)
- Judith de Klijn (1991-1996)
- Milou Schwirtz (1993-1994)
- Pauline Dekker (1993-2000)
- Leontine Ruiters (1994-1996)
- Quinty Trustfull (1994-2001)
- Pascale Luyks (1995-1996)
- Esther Duller (1995-2003)
- Floortje Dessing (1996-1997)
- Nanda Lofvers (1997-2000)
- Cindy Pielstroom (1997-2003)
- Pascalle van Egeraat (1997-2003)
- Chimène van Oosterhout (1998-2003)
- Vivian Slingerland (1999-2001)
- Sonja Silva (2001-2003)
- Arie Boomsma (2002-2003)